# Abbaye Saint-Georges de Leipzig
L’abbaye Saint-Georges est une ancienne abbaye cistercienne à Leipzig, dans le Land de Saxe et le diocèse de Dresde-Meissen.

## Histoire
On ne sait pas grand-chose sur les débuts du couvent cistercien de Saint-Georges à Leipzig. La communauté de moniales de Hohenlohe (sud-ouest de Leipzig, aujourd'hui à Kitzen) doit avoir vu le jour avant 1230, car un document daté de cette année signé par Henri III de Misnie rapporte que le monastère fut déplacé à Leipzig et que le chevalier Otto von Lichtenhagen avait auparavant donné aux religieuses un alleu à Prittitz. À partir des années 1240, la communauté spirituelle basée à Leipzig, du nom de Saint-Georges, entretient des relations plus étroites avec les margraves de Misnie, qui font désormais la promotion du monastère de femmes sur le plan économique.
Les religieuses sont installées devant les remparts de la ville de Petersvorstadt, dans la zone à l'est de l'actuelle Harkortstraße. Le margrave fait don à l'abbaye de 36 fermes situées dans la zone de l'actuelle Nonnenmühlgasse, du moulin de Lusitz sur l'actuelle Schleußiger Weg et des étangs à poissons. En 1248, un nouveau moulin est construit pour le monastère sur la Pleiße (dans la région de la Harkortstraße, directement au sud de l'actuelle Karl-Tauchnitz-Straße), la Nonnenmühle.
Les relations entre la communauté et la papauté sont également reconnaissables : la communauté, d'abord appelée abbaye cistercienne en 1241 et incorporée à l'ordre cistercien en 1244, reçoit deux privilèges du pape Grégoire X (1271-1276), dont l'un est falsifié pour donner aux cisterciens coutumiers de recevoir les avantages dus. Cependant, l'abbaye continue à être subordonnée à l'évêque de Mersebourg. Vers 1480, les religieuses cisterciennes devinrent des religieuses bénédictines. Après la Réforme protestante, les religieuses quittent Leipzig en 1541. En 1543, le conseil municipal rachète les bâtiments et les fait démolir en 1545. Le Nonnenmühle existe jusqu'en 1890, date à laquelle il est démoli et le pont Karl-Tauchnitz est construit à sa place.

## Source de la traduction
- (de) Cet article est partiellement ou en totalité issu de l’article de Wikipédia en allemand intitulé « Kloster St. Georg (Leipzig) » (voir la liste des auteurs).